# Мыленки (Себежский район)
Мыленки, Мылинки — деревня в Себежском районе Псковской области России. Входит в состав сельского поселения «Себежское».

## География
Находится на юго-западе региона, в лесной местности у озера Мылинское, в приграничной зоне с Белоруссией, на территории национального парка «Себежский».
Уличная сеть не развита.

## Климат
Климат, как и во всем районе, умеренно континентальный. Характеризуется мягкой зимой, относительно прохладным летом, сравнительно высокой влажностью воздуха и значительным количеством осадков в течение всего года. Средняя температура воздуха в июле +17 °C, в январе −8 °C. Средняя продолжительность безморозного периода составляет 130—145 дней в году. Годовое количество осадков — 600—700 мм. Большая их часть выпадает в апреле — октябре. Устойчивый снежный покров держится 100—115 дней; его мощность обычно не превышает 20-30 см.

## История
В 1802—1924 годах земли поселения входили в Себежский уезд Витебской губернии.
В 1941—1944 гг. местность находилась под фашистской оккупацией войсками Гитлеровской Германии.
Входила в Долосчанский сельсовет, который Постановлением Псковского областного Собрания депутатов от 26 января 1995 года переименован в Долосчанскую волость.
Деревня Мыленки входила в Долосчанскую волость до её упразднения согласно Закону Псковской области от 03.06.2010 № 984-ОЗ.

## Население
| 2001 | 2002 | 2010 |
| ---- | ---- | ---- |
| 11   | ↘10  | ↘0   |

### Национальный и гендерный состав
Согласно результатам переписи 2002 года, в национальной структуре населения русские составляли 100 % от общей численности в 10 чел., из них 4 мужчин, 6 женщин.

## Инфраструктура
Развито личное подсобное хозяйство, любительское рыболовство.

## Транспорт
Деревня доступна по просёлочным дорогам.